# Rock colombien
Le rock colombien désigne le rock interprété par des groupes et artistes colombiens. Le genre se manifeste en Colombie durant la fin des années 1950, et tient ses origines de différentes manifestations et tendances musicales.

## Histoire

### Origines (c. 1957-1964)
Le rock est connu en Colombie à travers le cinéma et la radio. Sa naissance dans le pays remonte à 1957, lorsque le journaliste Carlos Pinzón lance, au Teatro El Cid de Bogotá, le film Al compás del reloj, qui incluait un morceau de Bill Haley. Il convient également de mentionner que le même film a été projeté à Barranquilla et à Cali deux ans auparavant, ce dernier ayant été détruit par le public lors de la projection.
Ce nouveau rythme se répand significativement, ouvrant la voie à la création des premiers groupes de rock, concerts et concours de danse, en distinguant la présentation que Bill Haley a faite en 1962 au Teatro Colombia (désormais Teatro Jorge Eliécer Gaitán).
Cependant, les premiers temps du rock 'n'roll devient éphémère et beaucoup de ces groupes pionniers se tournent vers la musique tropicale comme c'est le cas avec Los Teenagers et Los Daro Boys. Certains chanteurs qui jouaient ce nouveau rythme, comme Lucas ou Gustavo « El Loco » Quintero, modifient leur répertoire et deviennent des interprètes de ballades ou de dance. De même, les groupes tropicaux tels que Los Golden Boys seront influencés par le rock 'n'roll, joué par des instruments électriques.

### Première génération (1964-1975)

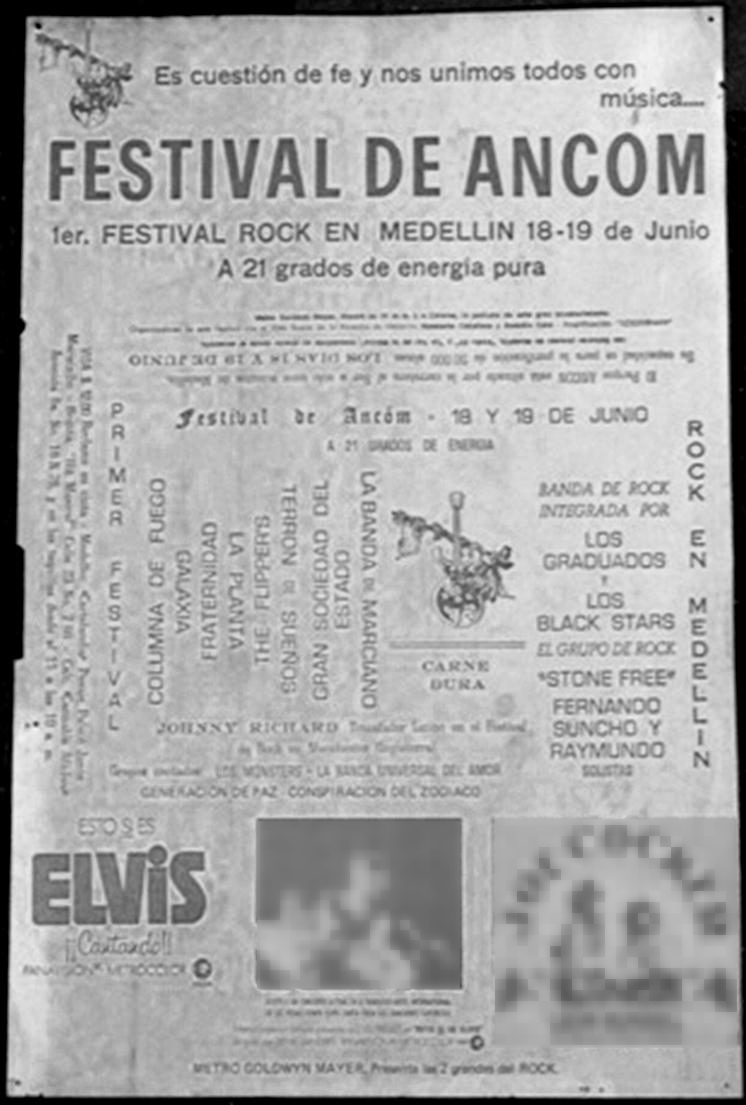
Tract du Festival de Ancón (1971).

C'est à partir de 1964 que les premières productions d'albums entièrement consacrés au rock apparaissent. Los Pelukas et Los Daro Boys, tous deux originaires de Bogotá, entament ce nouveau cycle. 
À partir de 1965, les groupes les plus importants des années 1960 sont dévoilés : Los Tornados, The Speakers, The Silver Thunders, Los Ampex et Los Streaks à Barranquilla, Los Flippers à Bogotá, Los Yetis de Medellín, influencé par le nadaïsme. Ces groupes commencent leur carrière en copiant et en traduisant des morceaux de groupes britanniques et américains tels que The Beatles, The Animals, The Trashmen, et The Rolling Stones. Cependant, au fil des ans, ils composent leurs propres chansons et orientent leur proposition musicale vers des sons plus expérimentaux.
Ces groupes sont largement reconnus dans tout le pays, grâce à leur présence permanente à la radio et à la télévision, ainsi que leur présence dans l'émission Milo a Go-Go, un cycle de concerts qui s'est déroulé dans les principales villes du pays. Dans les années 1960, d'autres groupes qui tentaient de connecter le rock avec des éléments psychédéliques et des sons plus agressifs se émergent. Ces groupes étaient The Young Beats, The Time Machine (tous deux intégrés par Roberto Fiorilli), Los 2+2 et The Walflower Complextion,. À la fin des années 1960, l’intérêt des médias pour le rock se réduit considérablement, entraînant la disparition des groupes, des enregistrements et du parrainage de sociétés privées. Dans le même temps, certains groupes survivants surprennent avec de plus en plus de propositions originales et mûres, qui se sont reflétées dans les albums DEn el maravilloso mundo de Ingesón des Speakers, et Mi parque de Los Flippers.
Les années 1970 coïncident avec la croissance du mouvement hippie, et ce changement se reflète dans la scène rock locale. Les leaders hippies organisent leurs propres festivals en plein air, mettant en avant le festival de la Vida, au parque nacional Enrique Olaya Herrera (1970) et des concerts à Lijacá (une des premières communes hippies de Bogotá, qui jouissait d'une cour rock et protestant contre la guerre, commune dirigée par Arcesio Murillo, musicien et libertaire), déchaînée lors du festival d'Ancon en dehors de Medellín (1971) et des concerts tenus en 1971-1972 dans les villes de Melgar, Silvia et Yumbo
Au cours de ces années, des groupes expérimentaux influencés par des groupes internationaux de garage rock et rock progressif, et même de jazz, apparaissent en parallèle ; le style se confond avec certains rythmes autochtones colombiens.
Dans cette première ligne sont identifiés les groupes Siglo Cero, La Banda Nueva, Terrón de Sueños, Hope et La Banda del Marciano. Seuls les trois premiers marquent le débu de la décennie qui met en avant La Banda Nueva pour leur album La Gran feria (1973 ; nom tiré d’une composition de Béla Bartók), considéré par certains critiques comme le meilleur album de l'histoire du rock colombien. Au cours de cette étape, Los Flippers survivent également grâce à l'enregistrement d'un albums studio et de plusieurs singles, consolidant ainsi le projet le plus persistant et le plus professionnel de leur génération ; sur les îles des Caraïbes, des groupes tels que Colores del Tiempo sont mis en évidence.
La proposition de fusionner le rock avec des rythmes autochtones et une nature rebelle, à l'image de la protestation cubaine, reflète des œuvres de groupes tels que La Columna de Fuego, Malanga et Génesis. La Columna (groupe mené par Roberto Fiorilli) est la première tentative de rassembler des musiciens de rock avec des musiciens des côtes colombiennes (anticipant deux décennies sur le développement de ce phénomène dans le pays) ; ils effectuent une tournée en Europe, et sortent un album studio combinant des éléments de funk, de cumbia et de currulao. Malanga (groupe intégré par Chucho Merchán) est la réponse colombienne au « rock en espagnol » ou au rock fusionné avec de la musique caribéenne popularisée par Santana. Cette première génération est clôturée par Génesis, groupe mené par Humberto Monroy, qui prétendait apporter un méknage folk rock-musique colombienne, en composant des morceaux faisant référence à la réalité du pays et en incorporant des instruments et des chansons locales à leurs enregistrements et performances. Son pic de popularité surgit entre 1974-1975 grâce au succès des morceaux Don Simón et Cómo decirte cuanto te amo (reprise de Cat Stevens). Le groupe a réalisé huit albums (chiffre exceptionnel pour l'époque) et a survécu jusqu'à la mort de Monroy en 1992.
Parmi les autres groupes importants des années 1970 : Aeda, La Caja de Pandora, La Gran Sociedad del Estado et Los Apóstoles del Morbo,. En 1975, le rock colombien entre dans une phase de léthargie, due à la réduction du public, à la stigmatisation de la société, et au désintérêt de l'industrie musicale. La majorité des musiciens émigre en Espagne, en Angleterre et aux États-Unis,.

### Fin des années 1970 et début 1980

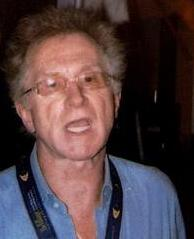
Le producteur Andrew Loog Oldham, qui contribuera à la pop colombienne des années 1980 avec Compañía Ilimitada.

À la fin des années 1970, malgré la réduction notable du mouvement rock colombien, certains musiciens tentent de maintenir le niveau de popularité atteint au début de la décennie. Durant cette période, les groupes Cascabel de Bogotá (orienté vers le son progressiste et hispanique) et Judas de Medellín (hard rock) se distinguent. Il convient également de mentionner le groupe Crash (actif entre 1976 et 1984), qui a réuni différentes personnalités des rockeurs de première génération comme Eduardo Acevedo, Ernie Becerra, Augusto Martelo et Randy Dowling. D'autres groupes de l'époque étaient aussi notables comme Últimos Tiempos, La Banda del Pelícano, et Compañía Ilimitada (alors un groupe d'étudiants).
La situation du rock colombien s'améliore au début des années 1980, lorsque les concerts s'accroissent, et que les labels se risquent à enregistrer de nouveaux groupes. Les groupes Kokoa, Traphico, Nash, Carbure, Ship, Piro et Tribu 3 font leur apparition. En général, le style de ces groupes est fortement influencé par les avant-gardes rock de l'époque et par celui de Yes, Supertramp, Uriah Heep, Santana et Led Zeppelin. Dès lors, les médias s'intéressent de nouveau au rock, et des groupes déjà constitués tels que Génesis et Los Flippers peuvent retourner en studio.
Grâce à ces événements, les morceaux Tú de Génesis, Deep Cut de Traphico, Cali Girls de Ship, et El Faltón de Carbure deviennent des succès radio. Cependant, l’indifférence persistante du public vis-à-vis du rock, associée à l’échec des ventes de ces albums, entraînent la séparation de la plupart des groupes.
Entre autres, les épisodes suivants marquent cette période : la tournée intense de Traphico dans les années 1980-1983 (environ 150 concerts dans tout le pays), la présentation en 1983 et après huit ans d’un groupe colombien issu de l'étranger (Navire de Quito, en Équateur) et l'influence que les œuvres de Nash et Carbure ont eues sur la formation de la scène underground de Medellin dans les années 1980.

### Pop rock en espagnol (années 1980)

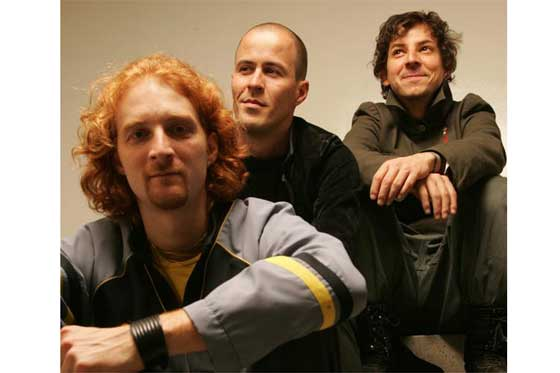
Estados Alterados, groupe formé à Medellín en 1989.

Au milieu des années 1980, la radio locale commence à diffuser des chansons de groupes de rock espagnols et argentins, suscitant un intérêt croissant pour le rock en castillan. Cette situation permet à l'industrie musicale de publier et promouvoir la diffusion du rock latino-américain et à la fin de la décennie, d'assister à une résurgence des groupes colombiens. En plus de ce qui précède, des albums de groupes tels que Soda Stereo circulent pendant plusieurs années, ce qui permet à ce groupe de se produire à Bogotá et Medellín en 1986. La radio parle à ce moment-là du « phénomène du rock en espagnol », alors que cette situation est en réalité le résultat du succès hispano-américain en Colombie, avec quelques années de retard.
L’événement le plus important de cette période, qui reflète l’ampleur de cette mode, est le Concierto de Conciertos Bogotá en Armonía, tenu à[El Campín en septembre 1988. La même année, la réponse colombienne à ce phénomène devient visible.
Le groupe en ligne de mire dans ce mouvement est Compañía Ilimitada qui, avec l'aide d'Andrew Loog Oldham, devient le porte-drapeau du pop rock en Colombie. L'intérêt croissant pour le rock permet également au label CBS Records de promouvoir des groupes locaux, ce qui se traduit par l'enregistrement de nouveaux groupes venant de tout le pays entre 1987 et 1988. Cependant, les radios, télévisions et concerts de masse trouvent toujours portes closes pour les groupes locaux autres que Compañía Ilimitada.
Le premier groupe contestera cette règle est Pasaporte, avec une stratégie de marketing agressive qui se popularisera avec la chanson Ígor y Penélope dans des lieux populaires et participera aux côtés de Compañía Ilimitada au Concierto de Conciertos. Son succès permer à son deuxième album, Un día X, produit par Cachorro López, de compter sur la collaboration de musiciens argentins tels que Jota Morelli et Andrés Calamaro. Pasaporte ouvre la voie pour que les labels, la radio et la télévision s’intéressent à des groupes locaux tels que Alerta Roja, Signos Vitales, Código, Zona Postal, et Hangar 27
Au cours de ces années également, des groupes se démarquent de la mode du rock en espagnol pour la qualité de leur proposition. C'est le cas de Sociedad Anónima et Hora Local, deux groupes de Bogotá, dont le style s'inspire des groupes de la scène madrilène. 
Comme pendant la fin des années 1960, les médias cessent de s'intéresser au rock, générant une réduction du public et décrétant la fin de ce mouvement musical en Colombie. Cette circonstance s'accélère avec la vague d’assassinats et d’attaques terroristes perpétrés à l’époque par le Cartel de Medellín, et par des groupes armés illégaux, entraînant la suspension d'importants concerts dans tout le pays depuis août 1989. L’inaction provoquent la séparation de nombreux groupes, et de cette situation est citée dans le morceau Estado inmóvil de Compañía Ilimitada, l'un des rares groupes ayant survécu après le passage du courant rock

### Heavy metal et punk des années 1980

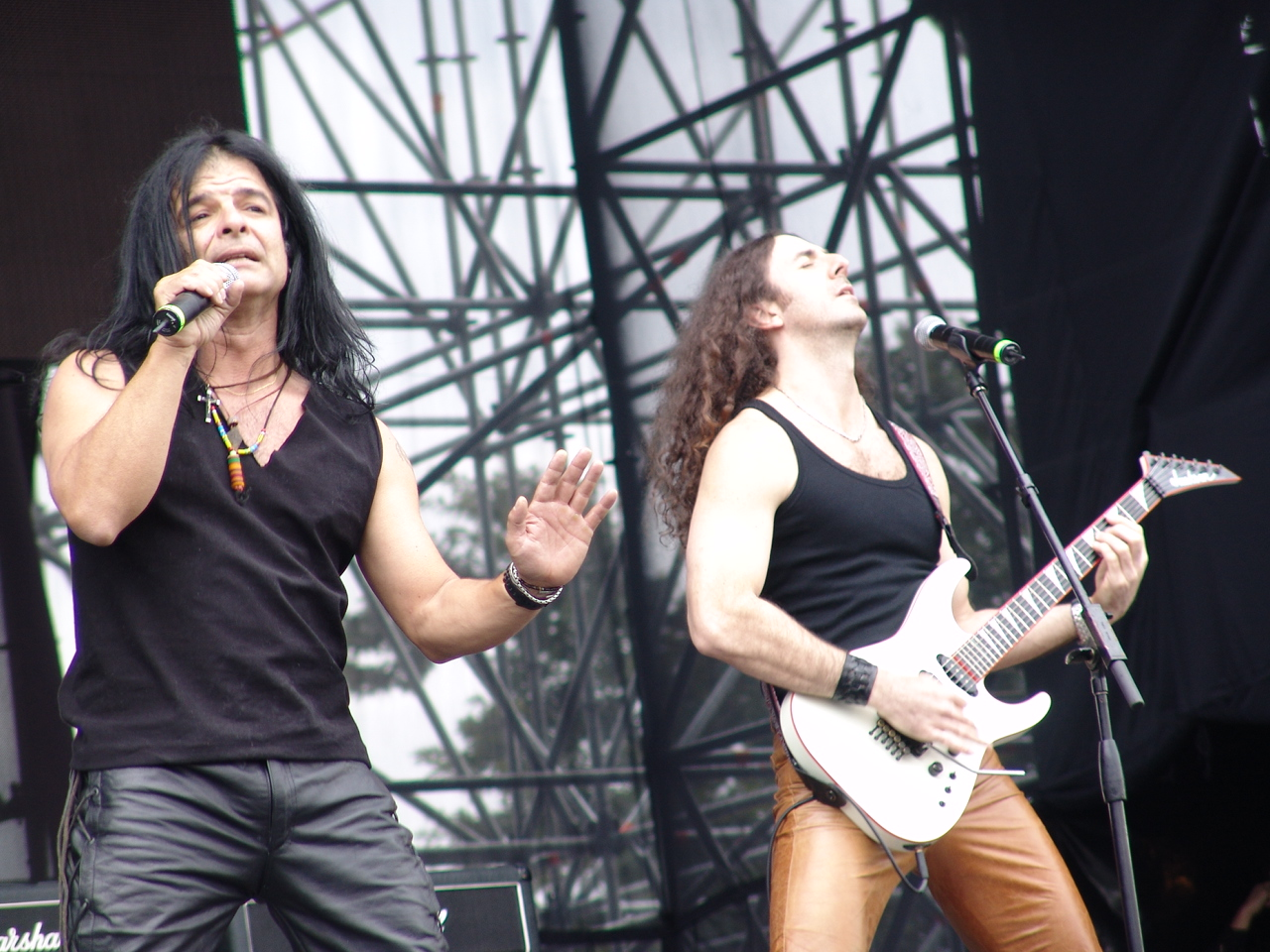
Kronos, au Rock al parque, ici en 2008.

Depuis la fin des années 1970, des albums et morceaux pirates de groupes de hard rock, heavy metal et punk rock européens et américains, commencent à être diffusés à l'échelle nationale. L'intérêt pour ce style musical débute dans les classes aisées, mais, dans le cas du punk, ce sont les habitants des quartiers populaires de villes comme Bogotá et Medellín qui, au fil du temps, s'intéresseront à ces groupes. Le contenu des morceaux et l'expressivité de leur style caractérisaient parfaitement les violences et les sentiments de rébellion et de frustration qui vivaient les habitants.
Medellín est la première ville à franchir le pas, avec l'organisation d'un festival de rock connu sous le nom de La Batalla de las Bandas (1985) qui, par son organisation anarchiste, contribue à marginaliser encore plus le rock. Le festival souligne également les disparités sociales entre le punk colombien et le heavy metal. Alors que le punk était produit et écouté par les jeunes issus des quartiers populaires, le heavy metal était l'expression de la jeunesse des classes moyenne et aisée.
Au début des années 1980, Carbure et Fénix (orienté vers le heavy metal) et Complot (tendance punk) ouvrent la voie à des morceaux de plus en plus agressifs. De cette étape naissent les groupes Parabellum, Reencarnación et Agressor (toujours actifs) orientés vers le thrash metal et le death metal, et dont la proposition musicale et visuelle critiquait durement les valeurs traditionnelles. Ses premiers morceaux (datant entre 1986 et 1988) atteignent l'Europe et influencent le groupe norvégien Mayhem (l'un des premiers groupes de black metal). La scène heavy metal de Medellín est suivie par des groupes tels que Némésis, Masacre et Confusión. Ces deux derniers groupes acquièrent également une reconnaissance internationale, en sortant plusieurs de leurs albums dans des pays tels que la France et le Japon au début des années 1990.
Le punk rock et le punk hardcore de Medellín sont représentés par des groupes tels que I.R.A., BSN, Libra, Raxis, Mutantex et Restos de Tragedia. La proposition lyrique et musicale de ces groupes sont conformes à l’atmosphère de violence vécue dans la ville et, en fait, le mouvement qu’ils consolident constitue une solution alternative à un secteur de la société sans options d'une vie meilleure qu'au-delà du crime. Tant le heavy metal que le punk des groupes locaux se répartissent dans tout le pays grâce à la bande originale du film D: No futuro de Victor Gaviria Rodrigo, qui a cependant été durement critiqué dans la scène udnerground pour sa relation établie entre les groupes rock et sicariens.
Bogotá, bien qu'ayant établie une petite scène underground, contribue à populariser plusieurs des groupes les plus importants de la décennie, comme c’est le cas de La Pestilencia (orienté punk et hardcore), formé en 1986, et dont les premiers morceaux datent de 1989. D'autres groupes de Bogotá notables de cette période incluent Darkness (de Soacha), Minga Metal (formé à Kennedy), Excalibur et Neurosis. Dans d'autres villes, le mouvement underground se développe également, permettant à des groupes d'autres régions de rejoindre ce mouvement comme Inquisition de Cali (maintenant basé à Seattle), Lluvia Negra d'Armenia, et NN de Bucaramanga, orientés vers le metal underground.
Certains groupes se popularient vers le grand public et sont largement reconnus dans les circuits underground et grand public. C'est le cas de Kraken de Medellín et de Kronos de Cali. Kraken, orienté metal progressif, réussit à participer à de nombreux grands concerts de rock en espagnol, et est également considéré comme le groupe le plus populaire de Medellín grâce au succès de chansons comme Muere libre, Escudo et espada et Vestido de cristal. Kronos, pendant ce temps, représente Cali et réussit à jouer en concert avec Quiet Riot (1988) et Guns N’Roses (1992). Déjà dans les années 1990, des groupes tels que Tránsito Libre de Pereira, et Ekhymosis vivent des expériences similaires à celles de ces groupes pionniers.

### Années 1990

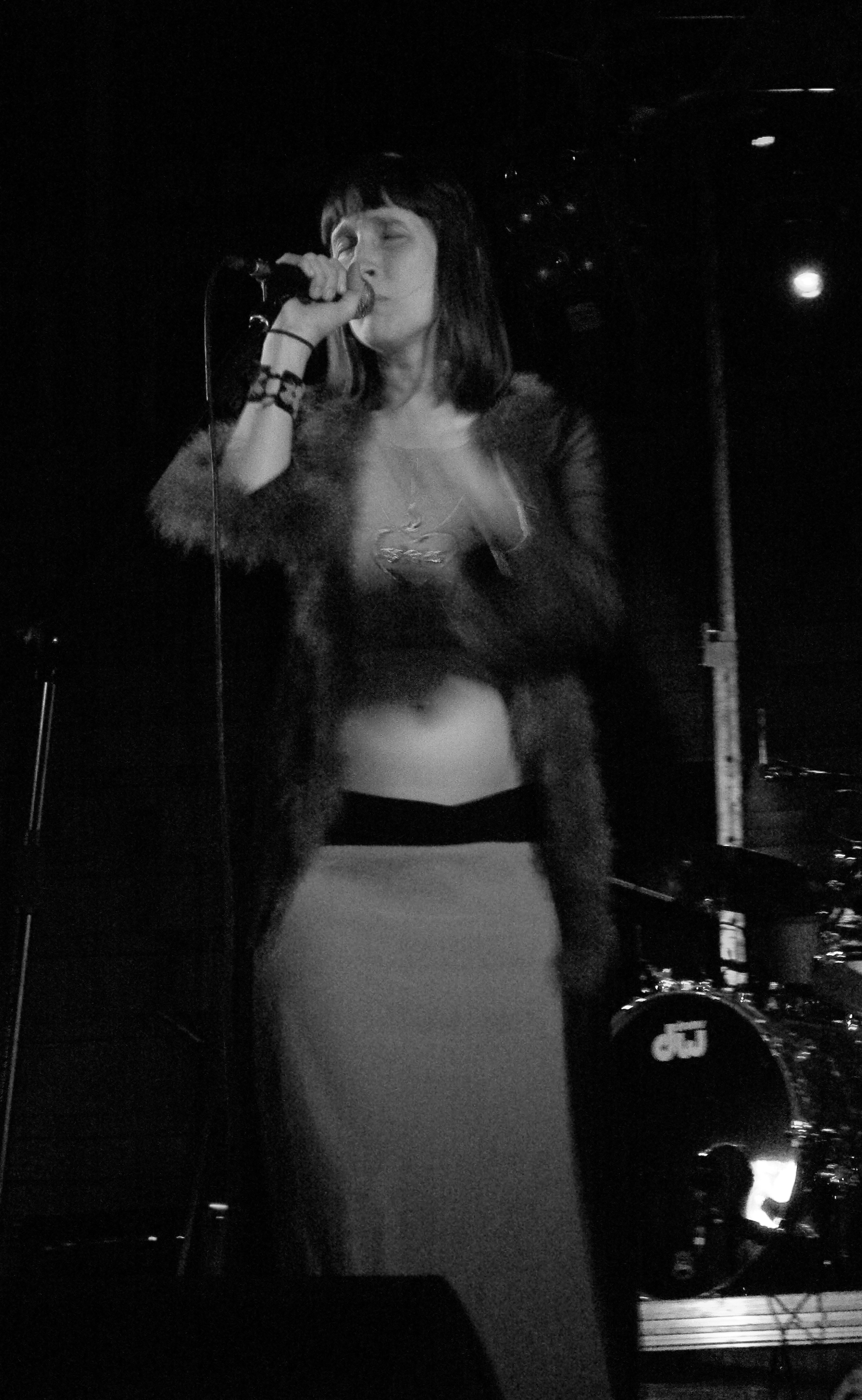
Andrea Echeverri, chanteur d'Aterciopelados.

Après la mode du rock en espagnol, la scène rock colombienne s'effondre. Cependant, au début des années 1990, de nombreux groupes underground se font largement reconnaitre et deviennent les prémices de la prochaine génération. Au groupe Hora Local (formé au milieu des années 1980), s'ajoutent les groupes Distrito Especial et Estados Alterados. Distrito devient le premier groupe colombien dont la proposition faisait entièrement référence à la culture d'une ville, Bogotá. Estados Alterados, en revanche, est le principal groupe de rock électronique colombien. Formé à Medellín et toujours actif, ses œuvre restent innovants non seulement musicalement, mais pour la qualité de ses clips, principalement réalisés par Simón Brand.

### Années 2000-2010
Les festivals de rock continuent d’être la plate-forme idéale pour promouvoir les morceaux des groupes au sein de l’immense public du rock, comme c'est le cas pour le festival Altavoz, créé en 2004 de Medellín.
Depuis 2005, la Colombie a vu émerger des groupes de punk rock, pop punk et alternative rock. Malgré les problèmes pour obtenir des passages à la radio, des groupes comme Blunt, Tres De Corazon, The Mills (en), The Hall Effect, Don Tetto, Area 12, Donna Joe Radio, Zarco, Stayway, The Radio Flyer, Odio a Botero, the Ghetto Muppets, Proper Strangers (basé au Royaume-Uni) gagnent en popularité.
Au niveau international, de nouveaux artistes tels que Locos por Juana (basé à Miami), nommé au Grammy award, et Intrudia (basé au Texas) ont obtenu de la notoriété et représentent le rock colombien aux Etats-Unis.